# بیتانتای
بیتانتای (به لاتین: Bytantay) یک رود در روسیه است که در یاقوتستان واقع شده‌است.